# YuruYuri
YuruYuri (ゆるゆり?) è un manga yuri scritto e disegnato da Namori. È stato pubblicato sulla rivista Comic Yuri Hime S dal 12 giugno 2008, e successivamente sulla rivista Comic Yuri Hime nel settembre 2010. Un adattamento anime in 12 episodi, prodotto dallo studio Doga Kobo, è stato trasmesso in Giappone dal luglio al settembre 2011 sulle reti del gruppo TX Network. Una seconda stagione dell'anime, intitolata YuruYuri ♪♪ e sempre prodotta in 12 episodi da Doga Kobo, è iniziata a luglio 2012 e conclusa a settembre. Nel febbraio 2015 è stato prodotto da TYO Animations un OAV della durata di 64 minuti, dal titolo YuruYuri Nachuyachumi!, poi è stato seguito da 2 speciali TV, intitolati YuruYuri Nachuyachumi!+, sempre prodotti da TYO Animations e trasmessi tra l'agosto e il settembre 2015. Una terza stagione dell'anime, intitolata YuruYuri San☆Hai! e sempre prodotta in 12 episodi da TYO Animations, è iniziata a ottobre 2015 e conclusa a dicembre.
Nell’aprile 2018, durante un evento per celebrare l’anniversario dei 10 anni del manga, è stato annunciato un nuovo OVA in produzione dal titolo “Yuru Yuri Ten”.

## Trama
Yuru Yuri racconta la vita di ogni giorno di alcune ragazze frequentanti la scuola media a Takaoka, nella prefettura di Toyama. Un anno prima dell'inizio della serie, Kyōko Toshinō e Yui Funami fondano il Club del Divertimento, prendendo la stanza che era stata precedentemente assegnata al Club della cerimonia del tè. In seguito Akari Akaza, un'amica di Kyoko e Yui, e una sua compagna di classe, Chinatsu Yoshikawa, finiscono per entrare nel club. I membri del consiglio studentesco visitano spesso il club.

## Personaggi

### Club del Divertimento
Akari Akaza (赤座 あかり?, Akaza Akari)
La protagonista della serie, soprannominata Akkarin, amica d'infanzia di Kyoko e Yui, e compagna di classe di Chinatsu, Sakurako e Himawari.
Kyōko Toshinō (歳納 京子?, Toshinō Kyōko)
Una ragazza bionda disordinata e pigra che spesso si riduce a studiare all'ultimo minuto per gli esami, ottenendo buoni risultati, ed ha talento come dōjin. Adora un personaggio mahō shōjo chiamato "Mirakurun".
Yui Funami (船見 結衣?, Funami Yui)
Una ragazza intelligente e razionale, ha l'aspetto di una persona di cui ci si può fidare e di solito vive da sola in un appartamento, ma si sente spesso sola. Anche se solitamente tranquilla, talvolta scoppia a ridere per le battute di Ayano.
Chinatsu Yoshikawa (吉川 ちなつ?, Yoshikawa Chinatsu)
Una ragazza dai capelli rosa che originariamente pensava di iscriversi al Club della cerimonia del tè. È innamorata di Yui e viene spesso inseguita da Kyoko per la sua somiglianza con Mirakurun.

### Il consiglio studentesco
Ayano Sugiura (杉浦 綾乃?, Sugiura Ayano)
È il vicepresidente del consiglio studentesco. Ha i tratti di una tsundere e spesso non è onesta per quanto riguarda i suoi sentimenti verso Kyoko. La chiama con il nome per intero ed è costantemente in rivalità con lei poiché riesce a prendere punteggi migliori negli esami studiando solo la notte prima.
Chitose Ikeda (池田 千歳?, Ikeda Chitose)
Essendo un membro del consiglio studentesco, Chitose è quasi sempre insieme ad Ayano. Pur avendo un carattere gentile, quando si toglie gli occhiali ha delle fantasie yuri su alcuni personaggi, solitamente su Kyoko e Ayano insieme, che la porta spesso ad avere delle epistassi quasi fatali.
Sakurako Ōmuro (大室 櫻子?, Ōmuro Sakurako)
Un'allegra ragazza che potrebbe essere il prossimo candidato per la posizione di vicepresidente nel consiglio studentesco. È in competizione con Himawari per la carica nel consiglio e litigano sempre, anche se sembra che abbiano dei sentimenti reciproci.
Himawari Furutani (古谷 向日葵?, Furutani Himawari)
Una graziosa ragazza candidata per il posto di vicepreside nel consiglio studentesco. Parla sempre in modo educato e femminile.
Rise Matsumoto (松本 りせ?, Matsumoto Rise)
È il presidente del consiglio studentesco e parla con voce molto bassa, quasi bisbigliando, e viene udita solo da poche persone come Nana.

### Familiari dei personaggi
Mari (まり?, Mari)
La figlia di un parente di Yui. È una fan di Mirakurun, anche se non tratta Chinatsu gentilmente dopo aver constatato che la sua personalità non è simile al personaggio.
Kaede Furutani (古谷 楓?, Furutani Kaede)
La sorella minore di Himawari che ha soltanto 6 anni.
Chizuru Ikeda (池田 千鶴?, Ikeda Chizuru)
La sorella gemella di Chitose, che sembra identica tranne per il colore degli occhi, ma ha un carattere completamente diverso. Allo stesso modo della sorella, quando si toglie gli occhiali fantastica su Chitose e Ayano, ma inizia a sbavare a differenza di Chitose. Disprezza Kyoko poiché la considera l'ostacolo per l'amore fra Chitose e Ayano.
Akane Akaza (赤座 あかね?, Akaza Akane)
La sorella maggiore di Akari. È innamorata della sorella e spesso fa diversi giochi pervertiti con i suoi oggetti quando non Akari non è presente. È una studentessa universitaria e ha 19 anni.
Tomoko Yoshikawa (吉川 ともこ?, Yoshikawa Tomoko)
La sorella maggiore di Chinatsu che è segretamente innamorata di Akane. È una studentessa universitaria e ha 19 anni.
Nadeshiko Ōmuro (大室 撫子?, Ōmuro Nadeshiko)
La sorella maggiore di Sakurako, ha i capelli castano chiaro e ha 18 anni.
Hanako Ōmuro (大室 花子?, Ōmuro Hanako)
La sorella minore di Sakurako. Ha 8 anni e frequenta la scuola elementare.

### Personaggi relativi alla scuola
Nana Nishigaki (西垣 奈々?, Nishigaki Nana)
Un'insegnante di scienze che prova sempre nuovi esperimenti, usando spesso Rise come cavia.
Hiro Takaoka (高岡 ひろ?, Takaoka Hiro)
Compagna di classe di Chinatsu e Akari. Ha chiesto a Kyoko dei consigli riguardo alle illustrazioni dei manga. È un'eroina di Reset! (りせっと!?, Risetto!), un altro manga di Namori.

## Manga
Scritto e disegnato da Namori, YuruYuri ha iniziato la propria serializzazione sulla rivista di manga nipponica Comic Yuri Hime S di Ichijinsha il 18 giugno 2008. Nel settembre 2010, YuruYuri è stato spostato su Comic Yuri Hime data la conclusione delle pubblicazioni di Comic Yuri Hime S. In seguito, la serie è andata in pausa per un periodo di tempo indefinito a partire dal 18 luglio 2018. Nel dicembre 2011, i volumi tankōbon del fumetto hanno oltrepassato il milione di copie vendute. Il manga è stato pubblicato anche in inglese per un breve periodo di tempo sul lettore online JManga, sino alla chiusura del sito.
Un altro manga ambientato nello stesso universo narrativo, Reset! (りせっと!?, Risetto!), è stata serializzata sul periodico Caramel Febri a partire dal primo numero, uscito il 24 luglio 2010, salvo poi andare in pausa dal quarto numero della rivista, pubblicato il 25 gennaio 2011.
Un web manga spin-off di Namori incentrato sulle sorelle Ohmuro, dal titolo Ohmuroke (大室家?, Ōmuroke), è stato pubblicato sul servizio Niconico Seiga di Niconico. La serie è uscita in un primo momento parallelamente alla trasmissione della seconda stagione dell'anime, avvenuta tra il 2 luglio e il 17 settembre 2012, per poi essere spostata sul servizio di pubblicazione per web manga Niconico Yuri Hime di Ichijinsha a partire dal 17 febbraio 2013. Un artbook commemorativo dedicato al decimo anniversario dell'inizio delle pubblicazioni del manga e contenente illustrazioni realizzate da Namori è stato pubblicato il 31 gennaio 2019 in Giappone.

## Episodi

### Prima stagione
| Nº | Titolo italiano Giapponese 「Kanji」 - Rōmaji | In onda        | In onda |
| Nº | Titolo italiano Giapponese 「Kanji」 - Rōmaji | Giapponese     |         |
| 1  | Debutto alle scuole medie! 「中学デビュー!」 - Chūgaku Debyū! | 5 luglio 2011  |         |
| 2  | Io, te ed il consiglio studentesco 「私とあなたと生徒会」 - Watashi to Anata to Seitokai | 12 luglio 2011 |         |
| 3  | Vuoi venire a trovarmi? ... si, andiamo! 「ウチくる!? …いくいくっ!」 - Uchi Kuru!?... Iku Iku! | 19 luglio 2011 |         |
| 4  | Festival del gran raccolto estivo 「夏の大収穫祭」 - Natsu no Dai-shūkaku-sai | 26 luglio 2011 |         |
| 5  | Quando Akari e le cicale piangono 「あかりとかミンミンゼミとかなく頃に」 - Akari toka Minminzemi toka Naku Koro ni                                                                                                | 2 agosto 2011  |         |
| 6  | Arte ★ Arter ★ Artista 「あーと☆あーたー☆あーちすと」 - Āto☆Ātā☆Āchisuto | 8 maggio 2011  |         |
| 7  | Natale 「くり済ませり」 - Kuri Sumaseri | 15 maggio 2011 |         |
| 8  | Pesce d'aprile 「エイプリルフール」 - Eipuriru Fūru | 22 maggio 2011 |         |
| 9  | Quest'estate non è spaventosa 「今年の夏はこわくない」 - Kotoshi no Natsu wa Kowakunai | 29 maggio 2011 |         |
| 10 | Mi domando cosa diamine abbiamo imparato durante la nostra gita scolastica 「修学旅行というが、私たちは一体何を学び修めたのだろう」 - Shūgakuryokō to Iu ga, Watashi-tachi wa Ittai Nani o Manabi Osameta no darō | 5 giugno 2011  |         |
| 11 | Il nostro club del divertimento 「わたしたちのごらく部」 - Watashi-tachi no Gorakubu | 12 giugno 2011 |         |
| 12 | Il nostro caldo e confusionario pernottamento 「みんなでポカポカ合宿へ!」 - Minna de Poka Poka Gasshuku e | 19 giugno 2011 |         |

### Seconda stagione
| Nº | Titolo italiano Giapponese 「Kanji」 - Rōmaji                                                                                        | In onda           | In onda |
| Nº | Titolo italiano Giapponese 「Kanji」 - Rōmaji                                                                                        | Giapponese        |         |
| 1  | Il ritorno delle protagoniste 「帰ってきた主人公」 - Kaette kita shujinkō                                                            | 2 luglio 2012     |         |
| 2  | Yuru Yuri ogni giorno 「ゆるゆりなる日々なるなり」 - Yuruyurinaru hibi narunari                                                      | 9 luglio 2012     |         |
| 3  | Cioccolato, lacrime, ragazze, ragazze e isobe fritto 「チョコと涙と女と女と磯辺揚げ」 - Choko to namida to onna to onna to isobe age | 16 luglio 2012    |         |
| 4  | Etchì 「ひっちゅ」 - Hicchu | 23 luglio 2012    |         |
| 5  | Pigra estate giapponese 「日本の夏 ゆるめの夏」 - Nippon no natsu yurumeno natsu                                                     | 30 luglio 2012    |         |
| 6  | [Nuovo Comunicato] Yuru Yuri Tutto Esaurito 「【速報】ゆるゆり完売」 - (sokuhō) yuruyuri kanbai                                      | 6 agosto 2012     |         |
| 7  | Relazioni fra sorelle e simili 「姉妹事情あれこれそれどれ」 - Shimai jijō arekoresoredore                                            | 13 agosto 2012    |         |
| 8  | Chinatsu senza rivali 「ちなつ無双」 - Chinatsu musō                                                                                 | 20 agosto 2012    |         |
| 9  | Un giorno qualcosa può o non può accadere 「何かありそうで何もなさそうな日」 - Nanika arisōde nanimo nasasōna nichi                  | 27 agosto 2012    |         |
| 10 | Viaggio scolastico R 「修学旅行R」 - Shūgakuryokō R                                                                                  | 3 settembre 2012  |         |
| 11 | L'Akari che saltava nel tempo 「時をかけるあかり」 - Toki wokakeruakari                                                              | 10 settembre 2012 |         |
| 12 | Arrivederci ragazze, ci rincontreremo 「さらば主人公、また会う日まで」 - Saraba shujinkō, mata au nichi made                         | 17 settembre 2012 |         |

### Yuru Yuri Nachuyachumi!/Yuru Yuri Nachuyachumi!+ (OAV + 2 speciali TV)
| Nº  | Giapponese 「Kanji」 - Rōmaji                                                 | In onda           | In onda |
| Nº  | Giapponese 「Kanji」 - Rōmaji                                                 | Giapponese        |         |
| OAV | 「ゆるゆり なちゅやちゅみ!」 - Yuru Yuri Nachuyachumi!                        | 18 febbraio 2015  |         |
| +1  | 「ゆるゆり なちゅやちゅみ! +1」 - Yuru Yuri Nachuyachumi! Purasu - Purasu Wan | 20 agosto 2015    |         |
| +2  | 「ゆるゆり なちゅやちゅみ！+2」 - Yuru Yuri Nachuyachumi! Purasu - Purasu Tsū | 17 settembre 2015 |         |

### Terza stagione
| Nº | Titolo italiano Giapponese 「Kanji」 - Rōmaji | In onda          | In onda |
| Nº | Titolo italiano Giapponese 「Kanji」 - Rōmaji | Giapponese       |         |
| 1  | È l'inizio del divertimento 「それは、すなわち、娯楽の始まり」 - Sore wa, Sunawachi, Goraku no Hajimaji                                                   | 5 ottobre 2015   |         |
| 2  | Tremate di paura 「さぁおびえるがいい」 - Saa, Obierugaii                                                                                                 | 12 ottobre 2015  |         |
| 3  | Nessuna consapevolezza di sé 「自覚なし」 - Jikaku nashi                                                                                                  | 19 ottobre 2015  |         |
| 4  | La notte unirà i loro cuori. 「その夜は、みんなの思いを繋いでゆく。」 - Sono Yoru wa, Minna no Omoi o Tsunaideyuku.                                       | 26 ottobre 2015  |         |
| 5  | La fanciulla sprofonda nell'oscurità 「少女は、闇に落ちる」 - Shōjo wa, Yami ni Ochiru                                                                    | 2 novembre 2015  |         |
| 6  | Il volto invisibile è qui 「見えない顔は、其処にある。」 - Mienai Kao wa, Soko ni Aru                                                                     | 9 novembre 2015  |         |
| 7  | Sarà un giorno memorabile 「忘れられない一日になる」 - Wasurerarenai Ichinichi ni Naru                                                                    | 16 novembre 2015 |         |
| 8  | Il frammento di sorriso che tutti, prima o poi, fanno proprio 「それは、誰もが手にする笑顔のカケラ。」 - Sore wa, Daremo ga Te ni suru Egao no Kakera.    | 23 novembre 2015 |         |
| 9  | La storia di un amore piccolo piccolo e del coraggio 「それは, 小さな恋と, 少しの勇気の物語。」 - Sore wa, Chīsana Koi to, Sukoshi no Yūki no Monogatari. | 30 novembre 2015 |         |
| 10 | Con te, per sempre 「君とならいつでも」 - Kimi to Nara Itsudemo                                                                                           | 7 dicembre 2015  |         |
| 11 | Se tutto va bene, siamo rovinate 「どうあがいても土壺」 - Dō Agaitemo Dotsubo                                                                             | 14 dicembre 2015 |         |
| 12 | Ciliegi in fiore e una tempesta di romanticismo 「満開桜に浪漫の嵐」 - Mankai Sakura ni Roman no Arashi                                                   | 21 dicembre 2015 |         |

## Colonna sonora
Sigle di apertura
- Yuriyurarararayuruyuri Daijiken (ゆりゆららららゆるゆり大事件?) cantata da Minami Tsuda, Rumi Ookubo, Shiori Mikami e Yuka Ootsubo (1ª stagione)
- Yes! Yuyuyu☆Yuruyuri♪♪ cantata da Nanamoriuchi☆Gorakubu (2ª stagione)

Sigle di chiusura
- My Pace de Ikimashō (マイペースでいきましょう?) cantata da Minami Tsuda, Rumi Ookubo, Shiori Mikami e Yuka Ootsubo (1ª stagione)
- 100% Chu～Gakusei cantata da Nanamoriuchi☆Gorakubu (2ª stagione)